# Bless you (松田聖子のアルバム)
『bless you』（ブレス・ユー）は、松田聖子通算40枚目のオリジナル・アルバム。2006年5月31日発売。発売元はSony Records。

## 解説
先行シングル「bless you」、ボーナス・トラックにシングル「I'll fall in love」「しあわせな気持ち」を含む全12曲。初回生産分のみステッカー封入。3種類あり。「bless you」のカップリング曲「ふたつの心達」はアルバム未収録。カメラマンは篠山紀信。
アルバムに連動したコンサートツアー『SEIKO MATSUDA CONCERT TOUR 2006 bless you』が実施。6月10日のさいたまスーパーアリーナ公演はDVD化（2006年9月20日）。
2006年7月19日に発売された大型CD BOX「Seiko Matsuda」には、当アルバムのジャケット写真違い・LPサイズパッケージが同包されている。また、特典のプレミアム・ディスクには、当アルバム収録曲の英語バージョンが数曲収録されている。

## 収録曲
特記除き　全作詩: Seiko Matsuda／全作曲・編曲:Ryo Ogura
1. Baby love（3:51）
2. 挑戦して行こう!（4:04）
3. 神様からのプレゼント（3:45）
4. 明日への祈り（3:27）
5. Dreaming of you（4:30）
6. I'm gonna say good bye（4:21）
7. 悲しみのつばさ（4:38）
8. Let it free（4:16）
9. bless you（4:51）
  - 作詩・作曲：上原純／編曲：小倉良
10. Tears（5:35）
11. I'll fall in love（4:49）
12. しあわせな気持ち（4:33）
  - 作詩・作曲：Seiko Matsuda

## 参加ミュージシャン
- Synth. Programming: Ryo Ogura, Yoichi Nozaki
- Electric Guitar: Ryo Ogura (#2, #8, #11, #12) / Takayuki Hijikata (#1, #3, #6) / Masato Ishinari (#5, #10) / Jiro Takada (#2, #3, #8)
- Acoustic Guitar: Ryo Ogura (#9, #12) / Masato Ishinari (#4, #10)
- Trumpet & Flugelhorn: Futoshi Kobayashi (#5, #6)
- Sax: Yoji Hiruta (#1, #10～#12)
- Piano: Yoichi Nozaki (#7)
- Background Vocals: Seiko Matsuda (#4, #9, #11, #12) / Junko Hirotani (#1～#3, #5～#8, #10) / Kumi Sasaki (#1～#3, #5～#8, #10) / Yasuhiro Kido (#5, #7, #8, #10) / Yukiko Tanaka (#1～#3, #6)

## 関連作品
- 挑戦して行こう!
  - Premium Diamond Bible
  - Diamond Bible
- 明日への祈り
  - SEIKO STORY〜90s-00s HITS COLLECTION〜
- bless you
  - シングル「bless you#関連作品」を参照
- Tears
  - Seiko Matsuda Best Ballad

## 関連人物
- 篠山紀信
- 小倉良